# Fidschihabicht

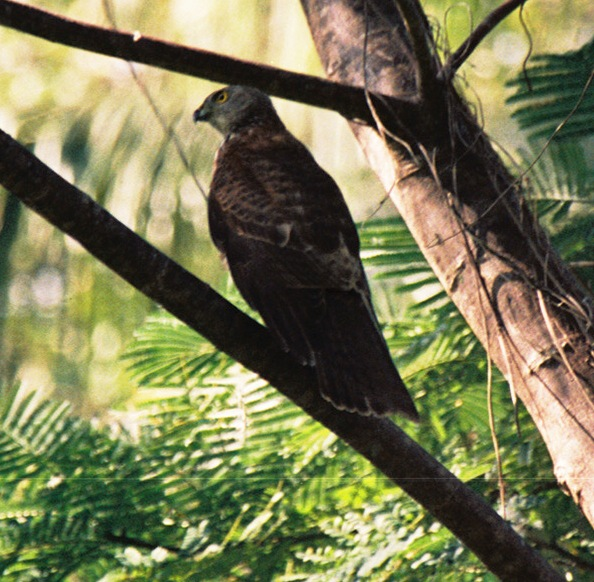
Fidschihabicht auf Kadavu

Der Fidschihabicht (Tachyspiza rufitorques, Synonym: Accipiter rufitorques) ist eine Greifvogelart aus der Familie der Habichtartigen (Accipitridae). Früher wurde er als conspezifisch zum Bänderhabicht (Tachyspiza fasciata) angesehen, der in Australien und Neukaledonien beheimatet ist. Inzwischen wird er als eigenständige Art angesehen. Mit seinem überwiegend grauen, an Unterseite und Kragen blass rosafarbenen Gefieder ist der Fidschihabicht in seinem Verbreitungsgebiet, den Fidschi-Inseln, unverwechselbar.

## Beschreibung
Der Fidschihabicht ist eine mittelgroße Habichtart. Die Körperlänge beträgt 30 bis 40 cm. Er hat relativ lange Beine und einen langen Schwanz. Die Art ist aufgrund der Gefiederfärbung in ihrem Verbreitungsgebiet unverwechselbar: Kopf, Rücken, Schwanz und Flügel sind grau, während die Unterseite und der Kragen blass pink gefärbt sind.
Jungtiere unterscheiden sich im Gefieder von den ausgewachsenen Tieren. Sie sind komplett braun mit gestreifter Brust.
Die Art zeigt einen Geschlechtsdimorphismus: Weibliche Individuen sind größer als ihre männlichen Artgenossen.

## Verbreitung und Lebensraum
Der Fidschihabicht ist auf den Fidschi-Inseln endemisch. Dort kommt er auf der Hauptinsel Viti Levu sowie auf Vanua Levu, Taveuni, Kadavu, Gau und Ovalau vor. Zudem soll die Art früher auch auf den Lau-Inseln Fidschis vorgekommen sein.
Außerdem wurden außerhalb Fidschis, auf der Insel ʻEua in Tonga, fossile Knochen gefunden, die dem Fidschihabicht zugesprochen werden.
Die Art bewohnt einen bewaldeten Lebensraum, der vom natürlichen Regenwald über Kokosnussplantagen bis hin zu städtischen Gärten und Parks reicht.

## Systematik
Früher wurde der Fidschihabicht als conspezifisch zum Bänderhabicht (Tachyspiza fasciatus) angesehen, der in Australien und Neukaledonien beheimatet ist. Nach heutiger Systematik stellen beide Formen eigene Arten in der Familie der Habichtartigen (Accipitridae) dar. Diese sind in die Ordnung der Greifvögel (Accipitriformes) zu stellen.

## Ernährung
Der Fidschihabicht ernährt sich von Vögeln bis etwa Taubengröße, außerdem werden Insekten, Nagetiere und Reptilien gefressen.  Es existieren auch Aufzeichnungen, dass er sich von Süßwassergarnelen der Familie der Palaemonidae sowie von Süßwasserfischen ernährt.
Der Greifvogel jagt entweder aus dem Sitzen oder im Flug, wobei er entweder in einem langsamen, schleichenden Gleitflug oder in einer schnellen Attacke mit kräftigen Flügelschlägen angreift.

## Fortpflanzung
Der Fidschihabicht brütet saisonal mit einer Brutzeit zwischen Juli und Dezember. Die Hauptbrutzeit liegt im September und Oktober.
Das Nest ist eine Plattform aus Zweigen, die hoch oben in einem dünn bewachsenen Baum liegt.
Die Größe des Geleges liegt zwischen zwei und drei (gelegentlich auch vier) Eiern. Es werden gewöhnlich zwei Küken flügge.

## Bestand und Gefährdung
Fidschihabichte erbeuten gelegentlich Hühner und werden u. a. deshalb oft bejagt. Dennoch sind sie sehr häufig und leben in großer Dichte.  Die IUCN kategorisiert den Fidschihabicht in ihrer Roten Liste gefährdeter Arten als nicht gefährdet.